# Pantokrátor (ort)
Pantokrátor (Pantokrator, Pantokratoras) är en ort i Grekland.   Den ligger i prefekturen Nomós Zakýnthou och regionen Joniska öarna, i den sydvästra delen av landet, 260 km väster om huvudstaden Aten. Pantokrátor ligger 96 meter över havet och antalet invånare är 925. Den ligger på ön Zakynthos.
Terrängen runt Pantokrátor är kuperad åt sydväst, men åt nordost är den platt. Havet är nära Pantokrátor åt sydost.  Närmaste större samhälle är Zákynthos, 8,0 km nordost om Pantokrátor. I omgivningarna runt Pantokrátor växer i huvudsak blandskog.